# ارکیده ریشوی کاردول
ارکیده ریشوی کاردول (نام علمی: Calochilus psednus) نام یک گونه از سرده ارکیده‌های ریشو است.